# Alexander Brouwer
Alexander Brouwer (Leiden, 3 de novembro de 1989) é um jogador de vôlei de praia holandês, medalhista olímpico.

## Carreira
Brouwer representou, ao lado de Robert Meeuwsen, seu país nos Jogos Olímpicos de Verão. Nos Jogos Olímpicos de 2016, conquistou a medalha de bronze. e  foram a dupla vice-campeã de todo Circuito Mundial de 2018.